# نومي رابيس
نومي راباس (بالسويدية: Noomi Rapace)، وُلدت باسم نومي نورين في 28 ديسمبر 1979، هي ممثلة سويدية، اكتسبت شهرة عالمية من خلال تجسيدها شخصية ليسبث سالاندر في الثلاثية السينمائية السويدية المقتبسة عن سلسلة روايات ميلينيوم عام 2009. تشمل هذه السلسلة: "الفتاة ذات وشم التنين" (The Girl with the Dragon Tattoo), "الفتاة التي لعبت بالنار" (The Girl Who Played with Fire)، و"الفتاة التي ركلت عش الدبابير" (The Girl Who Kicked the Hornets' Nest). نالت راباس عن هذه الأعمال عدة جوائز مرموقة، منها جائزتا Nymphe d'Or، وجائزة Guldbagge، بالإضافة إلى جائزة Satellite لأفضل ممثلة، كما رُشحت لجائزة بافتا، والإيمي الدولية، والجائزة الأوروبية للأفلام.
بعد النجاح الكبير لسلسلة ميلينيوم، انتقلت نومي راباس إلى السينما العالمية، وشاركت في العديد من الأفلام الأمريكية والدولية، حيث أظهرت براعتها في أداء الأدوار الدرامية والمعقدة. من أبرز أعمالها: "ديزي دايموند" (Daisy Diamond – 2007) بدور آنا، "ما وراء" (Beyond – 2010) بدور لينا، و"المراقب" (The Monitor – 2011) بدور آنا. كما شاركت في فيلم "شيرلوك هولمز: لعبة الظلال" (Sherlock Holmes: A Game of Shadows – 2011) بدور مدام سيمزا هيرون.
في عام 2012، قامت بدور البطولة في فيلم الخيال العلمي "بروميثيوس" (Prometheus) بشخصية الدكتورة إليزابيث شو، وهو الدور الذي ظهرت به مجددًا في "كوفينانت: الكائن الفضائي" (Alien: Covenant – 2017). كذلك أدت أداءً لافتًا في فيلم "ماذا حدث ليوم الإثنين؟" (What Happened to Monday – 2017)، حيث لعبت أدوار سبع أخوات مختلفات.
من بين أعمالها الأخرى: "سقوط الرجل الميت" (Dead Man Down – 2013)، "السقوط" (The Drop – 2014)، "الطفل 44" (Child 44 – 2015)، "تمزق" (Rupture – 2016)، و"ستوكهولم" (Stockholm – 2018). كما ظهرت في "قريبة" (Close – 2019)، و"ملاك لي" (Angel of Mine – 2019)، وشاركت في مسلسل "جاك رايان" (Jack Ryan – 2019) بدور هارييت بومان.
في السنوات الأخيرة، تابعت تقديم أدوار متميزة في أفلام مثل "الأسرار التي نحتفظ بها" (The Secrets We Keep – 2020)، "الحمل" (Lamb – 2021)، "الرحلة" (The Trip – 2021)، "لن تكون وحيدًا" (You Won’t Be Alone – 2022)، و"السر الأسود" (Black Crab – 2022).

## الترشيحات والجوائز
| السنة | الحدث                               | الفئة                    | النتيجة  |
| ----- | ----------------------------------- | ------------------------ | -------- |
| 2010  | جائزة ستالايت                       | أفضل ممثلة في فيلم دراما | فـــــوز |
| 2010  | جائزة زحل                           | أفضل ممثلة               | ترشـيـح  |
| 2011  | جوائز الأكاديمية البريطانية للأفلام | أفضل ممثلة رائدة         | ترشـيـح  |
| 2011  | جائزة إيمي                          | أفضل أداء لممثله         | ترشـيـح  |
| 2012  | جائزة إختيار المراهقين              | أفضل ممثلة اكشن          | ترشـيـح  |

## روابط خارجية
- نومي رابيس على موقع IMDb (الإنجليزية)
- نومي رابيس على موقع ميتاكريتيك (الإنجليزية)
- نومي رابيس على موقع الموسوعة البريطانية (الإنجليزية)
- نومي رابيس على موقع روتن توميتوز (الإنجليزية)
- نومي رابيس على موقع مونزينجر (الألمانية)
- نومي رابيس على موقع قاعدة بيانات الأفلام العربية
- نومي رابيس على موقع ألو سيني (الفرنسية)
- نومي رابيس على موقع تيرنر كلاسيك موفيز (الإنجليزية)
- نومي رابيس على موقع أول موفي (الإنجليزية)
- نومي رابيس على موقع بوكس أوفيس موجو (الإنجليزية)